# Chương trình phổ thông Cambridge
Chương trình phổ thông Cambridge là chương trình dạy và cấp bằng các môn cơ bản tại phổ thông chịu sự quản lý của Hội đồng Khảo thí quốc tế Cambridge (CIE), được lưu hành trên toàn cầu dưới hình thức nhượng quyền thương mại. Chương trình gồm Cambridge tiểu học, Cambridge THCS và Cambridge IGCSE.
Đây là chương trình theo chuẩn của giáo dục Anh, nội dung các môn học (như toán, xã hội...) bằng tiếng Anh.

## Hội đồng khảo thí quốc tế Cambridge
Hội đồng Khảo thí Quốc tế Cambridge (CIE) là một bộ phận của Đại học Cambridge của Anh. Đây là một Hội đồng Khảo thí Quốc tế lớn trên thế giới. CIE cung cấp các chương trình học rộng khắp trên 160 quốc gia trên thế giới, và hàng năm có hàng triệu học sinh tham dự các kỳ thi do CIE cung cấp.
Các chương trình của CIE như: 
- Chương trình Tiểu học Quốc tế Cambridge
- Chương trình THCS Quốc tế Cambridge
- Chương trình THPT Quốc tế Cambridge IGCSE
- Chương trình tú tài Anh Quốc - chứng chỉ AS và A level

## Chương trình IGCSE
Chứng chỉ Trung học Phổ thông Quốc tế Cambridge (IGCSE) là một trong những bằng cấp được công nhận rộng rãi nhất trên thế giới. Các khóa học của IGCSE bao gồm phát triển các kỹ năng giáo dục gồm việc gợi nhớ kiến thức, kỹ năng diễn đạt bằng lời nói, giải quyết vấn đề, ứng dụng các phương pháp mới, làm việc theo nhóm và các kỹ năng tự nghiên cứu.
IGCSE là chương trình học quốc tế nổi tiếng nhất và được nhiều học sinh tham gia học nhất trên thế giới cho lứa tuổi từ 14 đến 17 tuổi.

## Tại Việt Nam

### Tại Thành phố HCM
Tại thành phố HCM, Theo tin từ Sở GD-ĐT Thành phố Hồ Chí Minh, cho đến 2011 Thành phố Hồ Chí Minh đã có 800 học sinh tiểu học và THCS đang theo học chương trình phổ thông quốc tế của Hội đồng khảo thí quốc tế ĐH Cambridge. Chương trình này chính thức được Sở GD ĐT Thành phố Hồ Chí Minh đưa vào các trường phổ thông thông qua đối tác độc quyền EMG Education, một công ty nhượng quyền thương mại từ CIE. Tuy nhiên tới tháng 6/2014, Sở GDDT tuyên bố chấm dứt chương trình này và chuyển sang chương trình khác là Chương trình tiếng Anh tích hợp, gây xôn xao dư luận, đặc biệt là với các học sinh đã và đang học chương trình.
Ông Ben Schmidt, Giám đốc CIE khu vực châu Á - Thái Bình Dương, cho biết: "EMG được CIE ủy quyền cung cấp các khóa học tiếng Anh Cambridge trong các trường học tại Việt Nam cho đến ngày 27-7. Từ thời điểm này trở đi, thỏa thuận của chúng tôi sẽ chấm dứt. Chúng tôi đã thông báo cho EMG, các cơ quan chính phủ cũng như các trường học có dạy chương trình này".
Chương trình Cambridge khi triển khai tại Thành phố Hồ Chí Minh đã bộc lộ một số nhược điểm. Trước hết, đây là chương trình theo chuẩn của giáo dục Anh kết hợp nội dung các môn học (như toán, xã hội...) bằng tiếng Anh và đây là một chương trình đào tạo riêng biệt. Nhưng khi áp dụng tại Thành phố Hồ Chí Minh lại dạy song song chương trình này với chương trình của Bộ GD-ĐT. Nghĩa là học sinh vừa học toán và các môn khác của chương trình Cambridge vừa học toán và các môn khác của chương trình Việt Nam; thậm chí phải học cả môn tiếng Anh của chương trình Việt Nam. Do đó, dẫn đến việc kiến thức bị lặp đi lặp lại và quá tải.
Nhược điểm thứ hai là sự độc quyền của EMG. Chương trình giảng dạy, giáo viên... đều do EMG quản lý, kết quả học tập của học sinh EMG thông báo cho phụ huynh và học sinh biết chứ không thông báo cho nhà trường. Giống như họ mượn cơ sở vật chất của trường để dạy cho HS của trường. Cái được nhất mà các trường thấy ngay trước mắt là giữ lại 15% học phí để tu bổ cơ sở vật chất. 15% của số tiền hơn 9 triệu đồng/3 tháng/HS không phải con số nhỏ.
Nhược điểm thứ ba là lợi nhuận. Những gì đã xảy ra cho thấy Sở GD-ĐT Thành phố đã sử dụng các chương trình Cambridge hoặc chương trình tích hợp như một cơ hội để kiếm tiền cho Sở hoặc cho một "công ty thân hữu" nào đó.
Báo chí nhận định: chương trình Cambridge là: hao tiền, tốn công, không thực hiện đúng cam kết và bằng cấp chỉ có giá trị tham khảo.

### Tại Hà Nội
Tại Hà Nội, các trường quốc tế Cambridge chủ yếu là trường tư thục và được công bố công khai trên website của Hội đồng khảo thí quốc tế Cambridge. Trong đó có thể kể tên một số trường nổi bật và uy tín như trường phổ thông Anh quốc trực tuyến Nisai Global School, Trường quốc tế liên cấp Việt-Úc Hà Nội, Trường phổ thông WellSpring, Trường Vinschool, Trường Nguyễn Siêu... Các trường này làm việc trực tiếp với Hội đồng Cambridge mà không cần thông qua trung gian.
Gần đây, sở Giáo dục - Đào tạo Hà Nội cũng cho biết sẽ thí điểm dạy song song chương trình Cambridge ở một số trường công lập với ưu thế là chi phí rẻ hơn.  Tuy nhiên, nhiều chuyên gia cho rằng các trường công lập khó có thể triển khai được chương trình Cambridge vì: Chi phí rẻ khó có thể tuyển dụng được nguồn giáo viên quốc tế chất lượng, khó đảm bảo điều kiện cơ sở vật chất...

## Link ngoài
- Chương trình IGCSE